# Мечеть Лала Мустафи-паші
Мечеть Лала Мустафи-паші — головний середньовічний храм міста Фамагуста на східному березі Кіпру. Названо на честь великого візира Османської імперії Лала Мустафи-паши.

## Історія
1298 року король Генріх II ухвалив рішення про будівництво собору, оскільки у 1291 року мамлюки захопили Акру, де завжди коронувалися кіпрські королів, як і одночасно були єрусалимськими королями. Тому постало питання нового місця коронації.
Будівництво собору Святого Миколая було завершено у 1312 році, а освячено у 1328 році. У 1373—1464 роках внаслідок захоплення міста генуезцями собор та парафія залишилися без значного фінансування, що погано вплинуло на його утримання в належному стані.
1464 року король Яків II відвоював Фамагусту, після чого став відроджувати славу собору. Зберіг свою велич за венеційського панування.
Після захоплення Фамагусти в 1571 році, була перетворена турками на мечеть.

## Опис
Зберіг зовнішній вигляд з моменту будівництва французькими архітекторами й освячення у 1328 році. Лише османські майстри добудували мінарет. Заввишки 55 м, завширшки — 17,4 м. В середині складається з місткого нефу з 7 арками і 2 бокових нефів. На сході усі нефи завершують апсіди, що є ознакою візантійської архітектури. Особливістю є те, що відсутні трансепт, деамбулаторій і трифорій, що не є характерним для готичної архітектури.
Центральний неф має хрестореберне, стрільчасте склепіння, яке спирається на круглі колони без будь-яких прикрас. Вікна (з декором у вигляді трилисників різного розміру) розташовано в аркових нішах з трикутними фронтонами, що розділені виступами, що прикрашені маленькими баштами, які багато прикрашені.
Західний фасад має 3 переспективі портали, що є типовим для французького готичного собору.

## Галерея

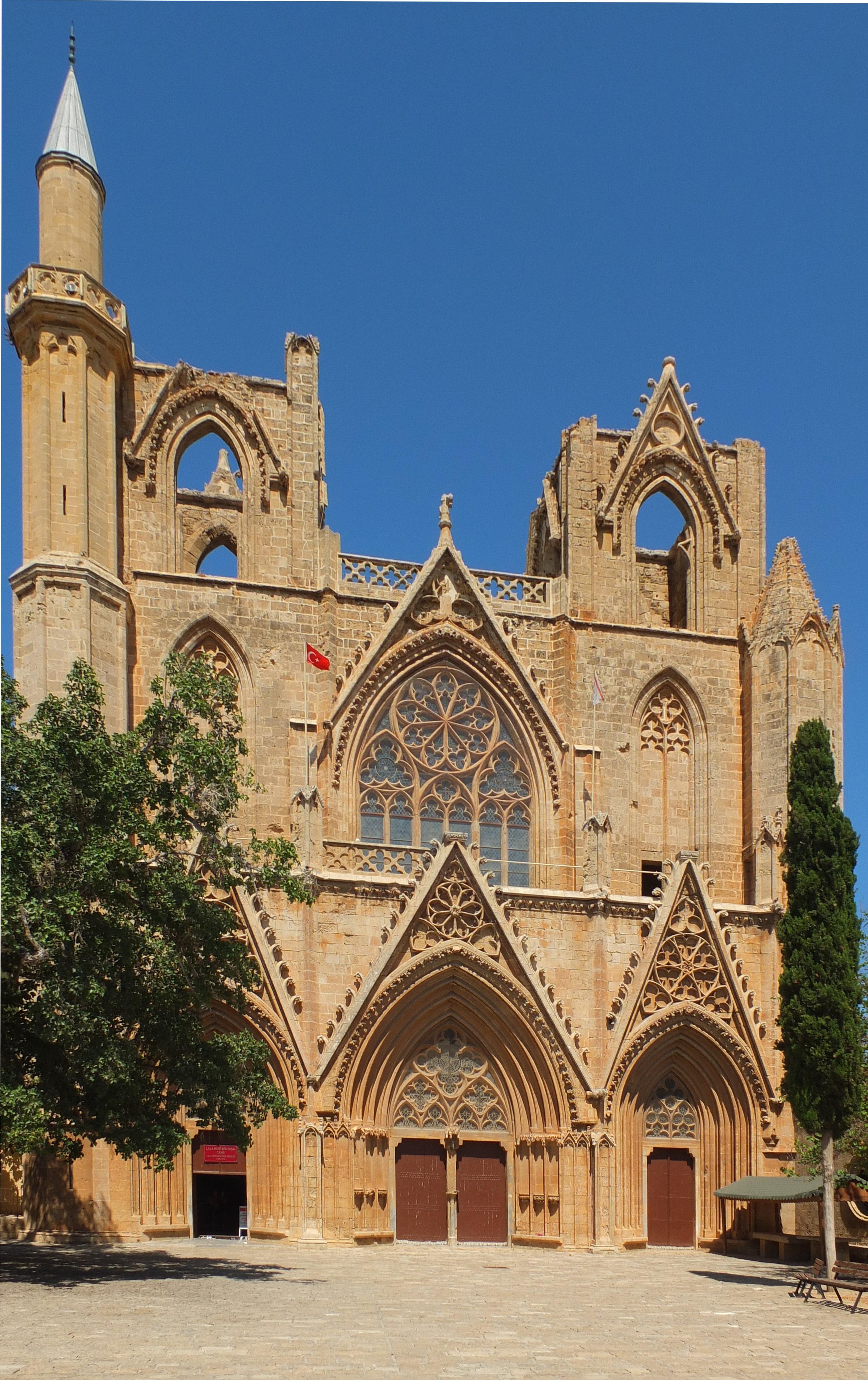